# ویرونور
ویرونور (به انگلیسی: Veeravanoor) یک روستا در هند است که در Ramanathapuram district واقع شده‌است.

## خصوصیات
ویرونور ۱٬۰۷۲ نفر جمعیت دارد.